# Whatcom Transportation Authority

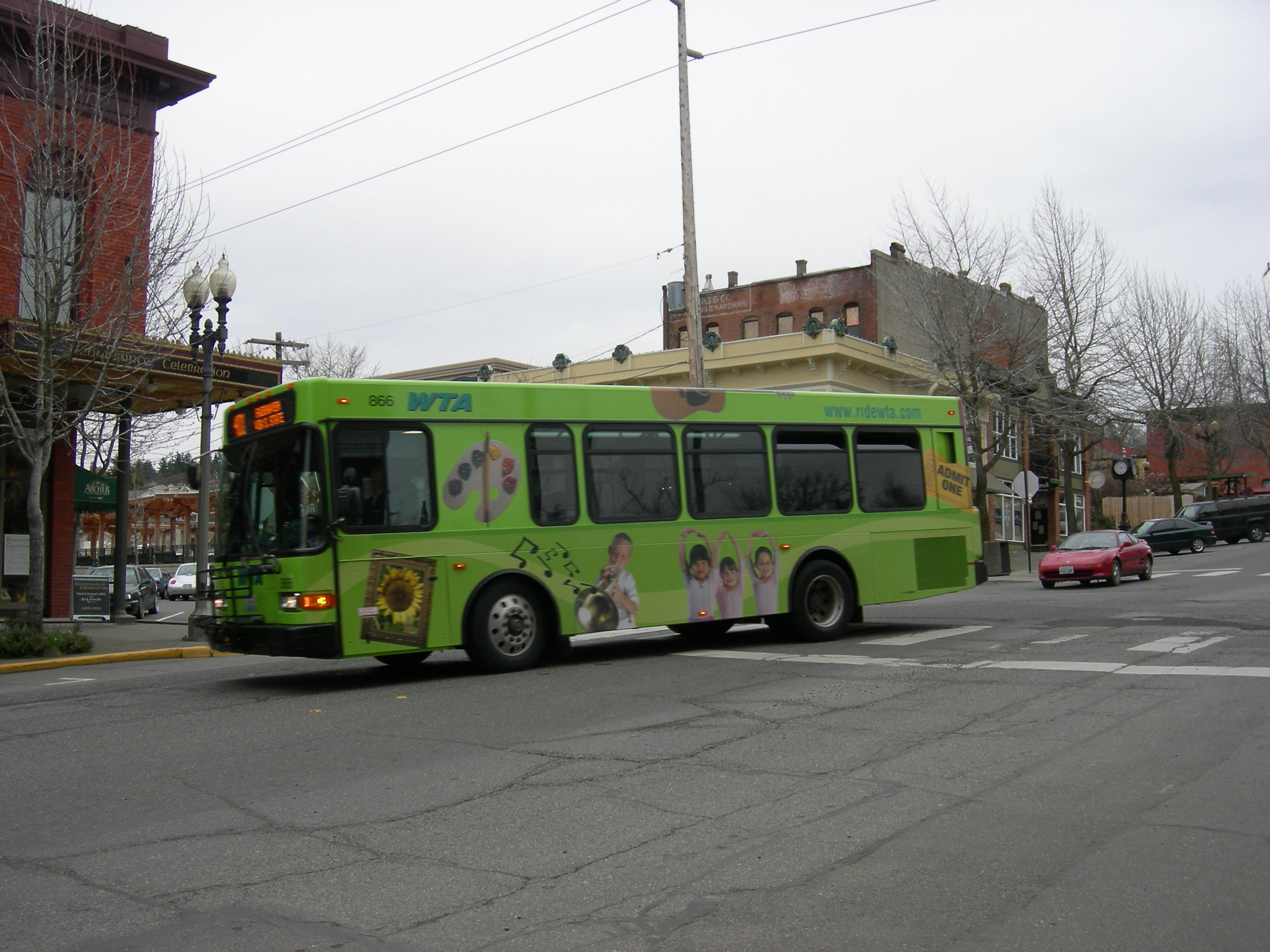
Jeden z autobusů podniku v ulicích Bellinghamu.

Whatcom Transportation Authority (WTA) je dopravní podnik obsluhující okres Whatcom v americkém státě Washington. Provozuje autobusy, bezbariérové minibusy, spolujízdní dodávky a několik P+R.
V celém okrese provozuje 34 autobusových linek a navazující bezbariérové minibusy do jednoho kilometru od linky. V Bellinghamu provozuje také pět GO linek, které jezdí po nejdůležitějších částech města každých patnáct minut.
Dále podnik nabízí spolujízdu v dodávkách pro dojíždějící z celého okresu. Dále provozuje pět P+R. Po dosazení Richarda Walshe na post generálního manažera se podnik stal jedním z nejrychleji rostoucích dopravních podniků ve Spojených státech.